# شهرستان دون (داکوتای شمالی)
شهرستان دون، داکوتای شمالی (به انگلیسی: Dunn County, North Dakota) یک سکونتگاه مسکونی در ایالات متحده آمریکا است که در داکوتای شمالی واقع شده‌است.

## خصوصیات
شهرستان دون ۵٬۳۹۲٫۳۹ کیلومترمربع مساحت دارد.